# روستای بیگ تری (کالیفرنیا)
روستای بیگ تری (به انگلیسی: Big Trees Village) یک منطقهٔ مسکونی در ایالات متحده آمریکا است که در شهرستان کالاوراس، کالیفرنیا واقع شده‌است. روستای بیگ تری ۱٬۵۷۴ متر بالاتر از سطح دریا واقع شده‌است.